# Jens Bogren
Jens Peter Daniel Bogren é um produtor musical, mixador e engenheiro de som que trabalhou em álbuns de Opeth, Dimmu Borgir, Sepultura, Arch Enemy, At The Gates, Katatonia, Baby Metal, Soilwork, James LaBrie, Moonspell, God Forbid, Kreator, Devin Townsend, Ihsahn, Dark Tranquility, Paradise Lost, Amon Amarth, Dragonforce, The Ocean, Haken, Rotting Christ, Symphony X, Myrath, Angra e Dir En Grey, e entre outros. Jens mora em Örebro, na Suécia e tem sua sede em Fascination Street Studios.
Uma "discografia" cronológica do trabalho de Bogren pode ser encontrada aqui:

## Discografia
- Viva Emptiness (2003) – Katatonia
- Nightmares Made Flesh (2004) - Bloodbath
- Ghost Reveries (2005) - Opeth
- Stabbing The Drama (2005) - Soilwork
- Dismantling Devotion (2006) - Daylight Dies
- The Great Cold Distance (2006) - Katatonia
- With Oden on Our Side (2006) - Amon Amarth
- Scarsick (masterização) (2007) - Pain Of Salvation
- Paradise Lost (mixagem) (2007) Symphony X
- Daydream Anonymous (2007) – InMe
- Lost to the Living (2008) – Daylight Dies
- Watershed (2008) – Opeth
- The Anatomy of Melancholy (2008) - Paradise Lost
- Twilight of the Thunder God (2008) - Amon Amarth
- Faith Divides Us – Death Unites Us (2009) - Paradise Lost
- Pelo Lado de Dentro (2009) – Homem Mau
- The Edge of All I Know (2009) – Gwyllion
- Night Is the New Day (2009) – Katatonia
- The Panic Broadcast (2010) – Soilwork
- Shadow of the Red Baron (2010) – Iron Mask
- After (2010) - Ihsahn
- Static Impulse (2010) – James LaBrie
- Mundo Diablo (2010) – Dimenssion
- Methods to End It All (Co-produção, mixagem e masterização) (2010) – Creation's Tears
- Surtur Rising (2011) – Amon Amarth
- Illwill (2011) (masterização) - Lake of Tears
- Småstadshjärtan (2011) - Compilation
- The Human Connection (2011) – Chaos Divine
- Tales of the Sands (masterização) (2011) Myrath
- Iraena's Ashes (masterização) (2011) Alpine Fault
- Deconstruction (mixagem) (2011) – The Devin Townsend Project
- Måsstaden (masterização) (2011) - Vildhjarta
- Bilateral (mixagem e masterização) (2011) - Leprous
- Of Breath and Bone (2012) – Be'lakor
- Phantom Antichrist (2012) – Kreator
- Tragic Idol (2012) – Paradise Lost
- Disclosure (masterização) (2012) - The HAARP Machine
- Grind the Ocean (masterização) (2012) - The Safety Fire
- Mantiis (masterização) (2012) - Obsidian Kingdom
- Κατά τον δαίμονα εαυτού / Kata Ton Daimona Eaytoy (Do What Thou Wilt) (2013) – Rotting Christ
- I Am Anonymous (2012) - Headspace
- All is One (mixagem) (2013) - Orphaned Land
- Anthem To Creation (mixagem e masterização) (2013) – Until Rain
- The Living Infinite (2013) – Soilwork
- Ænigma (mixagem) (2013) - In Vain
- Construct (2013) – Dark Tranquillity
- Reality Check (masterização) (2013) – Eyesburn
- L8NC (masterização) (2013) – Embion
- Coal (2013) - Leprous
- Extol (2013) - Extol
- Impermanent Resonance (2013) - James LaBrie
- The Mountain (2013) - Haken
- Evolution (2013) - Primitivity
- Das Seelenbrechen (mixagem & masterização) (2013) - Ihsahn
- Pelagial (2013) - The Ocean
- Realms (masterização) (2013) - Mechanigod
- Time Tears Down (masterização) (2013) - Parasite Inc.
- Titans' Rise (2013) - Domine Nation
- SwineSong (masterização) (2013) - Omb[2]
- Extinction EP (masterização) (2014) - Tria Mera
- Maximum Overload (2014) - DragonForce
- War Eternal (mixagem & masterização) (2014) - Arch Enemy
- Restoration (2014) - Haken
- Citadel (2014) - Ne Obliviscaris
- Secret Garden (2014) - Angra
- The Heart of the Matter (mixagem & masterização) (2014) - Triosphere
- Hail Mogambo (masterização) (2014) - Scribe
- Elävien kirjoihin (mixagem) (2015) - Mokoma
- Extinct (2015) - Moonspell
- Kyrr (mastering) (2015) – Kontinuum
- The Congregation (mixagem) (2015) - Leprous
- Coma Ecliptic (mixagem) (2015) - Between The Buried And Me
- Underworld (mixagem e masterização) (2015) - Symphony X
- Under the Red Cloud (Produção, mixagem e masterização) (2015) - Amorphis
- Immersion (masterização) (2015) - Dark Symphonica
- Bloom (Mastering) (2015) - Caligula's Horse
- A Dream In Static (mixagem e masterização) (2015) - Earthside
- King (mixagem e masterização) (2016) - Fleshgod Apocalypse
- Rituals (mixagem e masterização) (2016) - Rotting Christ
- Legacy (mixagem) (2016) - Myrath
- Metal Resistance (mixagem) (2016) - Babymetal
- Arktis (mixagem e masterização) (2016) - Ihsahn
- Affinity (mixagem e masterização) (2016) - Haken
- Echoes of the Tortured (mixagem e masterização) (2016) - Sinsaenum
- Elokuutio (mixagem e masterização) (2016) - Stam1na
- Inmazes (masterização) (2016)
- Remarkably Human (masterização) (2016) - Nick Johnston
- Vox Humana (Masterização) (2016) - Kyrios
- Atoma (mixagem e Masterização) (2016) - Dark Tranquillity
- Hour of the Nightingale (Produção, mixagem e Masterização) (2016) - Trees of Eternity
- Machine Messiah (2017) - Sepultura
- Gods of Violence (2017) - Kreator
- Aathma (mixagem e Masterização) (2017) - Persefone
- Stonelayer (Masterização) (2017) - Stonelayer[3]
- Do Not Deviate (Masterização) (2017) - Replacire
- Reaching into Infinity (produção, mixagem) (2017) - DragonForce
- Ømni (2018) - Angra